# Final Four dell'Eurolega 2012-2013
Le Final Four dell'Eurolega 2012-2013 di hockey su pista si sono disputate la Dragão Caixa di Porto in Portogallo dal 1º al 2 giugno 2013.
Vi hanno partecipato le seguenti squadre:
- 1º quarto di finale:  Barcellona
- 2º quarto di finale:  Benfica
- 3º quarto di finale:  Porto
- 4º quarto di finale:  Marzotto Valdagno

I vincitori, i portoghesi del Benfica al primo successo nella manifestazione hanno ottenuto il diritto di giocare contro i vincitori della Coppa CERS 2012-2013, gli spagnoli del Vendrell, nella Coppa Continentale 2013-2014.

## Tabellone
|  | Semifinali        | Semifinali        | Semifinali |       |         | Finale  | Finale | Finale |  |
|  |                   |                   |            |       |         |         |        |        |  |
|  | Barcellona        | Barcellona        | 4(1)       |       |         |         |        |        |  |
|  | Barcellona        | Barcellona        | 4(1)       |       |         |         |        |        |  |
|  | Benfica           | Benfica           | 4(2)       |       |         |         |        |        |  |
|  | Benfica           | Benfica           | 4(2)       |       | Benfica | Benfica | 6      |        |  |
|  |                   |                   |            |       | Benfica | Benfica | 6      |        |  |
|  |                   |                   | Porto      | Porto | 5       |         |        |        |  |
|  | Porto             | Porto             | Porto      | Porto | 5       | 9       |        |        |  |
|  | Porto             | Porto             |            |       |         |         |        |        |  |
|  | Marzotto Valdagno | Marzotto Valdagno | 7          |       |         |         |        |        |  |

## Risultati

### Semifinali
| Arbitri: | Alessandro Da Prato Alessandro Eccelsi |

|                                              |                |                                      |
| Álvarez 22' Panadero 22' Torra 36' Miras 43' | Marcatori      | 3' Rodrigues 26' 27' Viana 49' Lopez |
|                                              | Shootout 1 – 2 |                                      |

| Arbitri: | Jorge Garcia Romero Oscar Valverde Munuera |

|                                                                        |           |                                                           |
| Barreiros 5' 34' 45' Ventura 9' Nunes 10' 47' Moreira 26' Caio 42' 46' | Marcatori | 9' 38' Gil Gómez 10' 40' Nicolía 26' 28' Silva 33' Randon |

### Finale
| Arbitri: | Alessandro Da Prato Alessandro Eccelsi |

|                                                |           |                                      |
| Caucau 8' Viana 11' 40' Rafael 19' 52' Coy 30' | Marcatori | 2' Silva 7' 9' 44' Ventura 22' Nunes |

| Benfica     |  |                      |
|             |  |                      |
| E           |  | Esteban Abalos       |
| E           |  | Marc Coy             |
| P           |  | Pedro Henriques      |
| E           |  | Carlos Lopez Chimino |
| E           |  | Valter Neves         |
| E           |  | Diogo Rafael         |
| E           |  | João Rodrigues       |
| E           |  | Claudio Selva Caucau |
| P           |  | Ricardo Silva        |
| E           |  | Luis Viana           |
| Allenatore: |  |                      |
| Luis Senica |  |                      |

| Porto         |  |                       |
|               |  |                       |
| E             |  | Ricardo Barreiros     |
| P             |  | Edo Bosch             |
| E             |  | Ricardo Caio Oliveira |
| P             |  | Nelso Filipe          |
| E             |  | Vitor Hugo            |
| E             |  | Pedro Moreira         |
| E             |  | Hélder Nunes          |
| E             |  | Tiago Santos          |
| E             |  | Jorge Silva           |
| E             |  | Reinaldo Ventura      |
| Allenatore:   |  |                       |
| Antonio Neves |  |                       |